# إريك هوفتون
إريك هوفتون (بالنرويجية البوكمول: Erik Hoftun)‏ (مواليد 3 مارس 1969) هو لاعب كرة قدم. يلعب مع منتخب النرويج لكرة القدم. سبق له أن لعب في كأس العالم لكرة القدم مع منتخب بلاده.

## مسيرته الكروية
لعب إريك هوفتون خلال مسيرته الاحترافية مع 4 أندية في واحد وعشرون موسمًا وسجل خلالها 35 هدفًا ضمن 469 مباراة. حيث فاز في ثلاثة مواسم بالكأس وفي أحد عشر موسمًا بالدوري.
خاض إريك هوفتون مسيرته مع KIL/Hemne ‏ في موسم 1988 ليلعب معه أربعة مواسم، مشاركًا في 90 مباراة سجل خلالها 14 هدفًا. ثم انتقل إلى نادي مولده في عامي 1992-1994 ولمدة موسمين، حيث شارك في 44 مباراة سجل خلالها 5 أهداف. لينتقل بعدها إلى نادي روسنبورغ في موسم 1994 ليلعب معه اثنا عشر موسمًا، مشاركًا في 279 مباراة سجل خلالها 14 هدفًا. ثم انتقل إلى نادي بودو/غليمت في موسم 2005 واستمر معه طيلة ثلاثة مواسم، مشاركًا في 56 مباراة سجل خلالها هدفين.

## روابط خارجية
- إريك هوفتون على موقع IMDb (الإنجليزية)

- إريك هوفتون على موقع الاتحاد الدولي (مؤرشف)  (الإنجليزية)
- إريك هوفتون على موقع الاتحاد الأوربي (الإنجليزية)
- إريك هوفتون على موقع اتحاد النرويج (النرويجية)
- إريك هوفتون على موقع قاعدة بيانات كرة القدم.إي يو (الإنجليزية)
- إريك هوفتون على موقع ناشيونال فوتبول تيمز (الإنجليزية)